# Kanton Cholet-2
Cholet-2 is een kanton van het Franse departement Maine-et-Loire.

## Geschiedenis
Bij de herindeling van de kantons door het decreet van 26 februari 2014, met uitwerking op 22 maart 2015, werd het kanton Cholet-3 opgeheven en werd La Tessoualle overgeheveld naar het kanton Cholet-2. Deze kantons en de gemeenten erin, waarvan er naast een deel van de stad Cholet na deze aanpassing in totaal 10 in het kanton Cholet-2 lagen, maakten deel uit van het arrondissement Cholet.
In het arrondissement Saumur werd het kanton Vihiers opgeheven en de gemeenten werden met uitzondering van Aubigné-sur-Layon en La Salle-de-Vihiers, die bij het kanton Chemillé-Melay werden gevoegd, opgenomen in het kanton Cholet-2. Ze bleven wel tot het arrondissement Saumur behoren waardoor het kanton over twee arrondissementen verdeeld was.
Door een aanpassing van de arrondissementsgrenzen kwam het kanton dan toch volledig in het arrondissement Cholet te liggen.
Op 1 januari 2016 fuseerden 7 van de 15 van het kanton Vihiers overgenomen gemeenten, te weten: Les Cerqueux-sous-Passavant, La Fosse-de-Tigné, Nueil-sur-Layon, Tancoigné, Tigné, Trémont en Vihiers. tot de commune nouvelle Lys-Haut-Layon Hierdoor omvat het kanton nog 19 gemeenten en een deel van de stad Cholet.

## Gemeenten
Het kanton Cholet-2 omvat de volgende gemeenten:
- Cernusson
- Les Cerqueux
- Chanteloup-les-Bois
- Cholet (deels, hoofdplaats)
- Cléré-sur-Layon
- Coron
- Lys-Haut-Layon
- Maulévrier
- Mazières-en-Mauges
- Montilliers
- Nuaillé
- Passavant-sur-Layon
- La Plaine
- Saint-Paul-du-Bois
- Somloire
- La Tessoualle
- Toutlemonde
- Trémentines
- Vezins
- Yzernay